# David Crossman
David „Dave“ Crossman (* 12. Februar 1970 in London) ist ein britischer Kostümbildner, der vor allem auf militärische Uniformen spezialisiert ist.

## Leben
Crossman begann seine Karriere beim zur damaligen Zeit größten europäischen Kostüm-Anbieter Bermans & Nathans in London, wo er Ende der 1980er Jahre die Kostümbildnerin Janty Yates kennenlernte. Ab 1997 wirkte er in Assistenzfunktionen am Kostümbild von Filmen wie Der Schakal oder Diana & ich.
1998 arbeitete er als Military Costumer an Steven Spielbergs Kriegsfilm Der Soldat James Ryan. Im Jahr 2001 arbeitete Crossman gemeinsam mit Janty Yates an Jean-Jacques Annauds Film Duell – Enemy at the Gates und Gillian Armstrongs Kriegsdrama Die Liebe der Charlotte Gray. Später arbeitete Crossman auch am Kostümbild von Kriegsfilmen wie Corellis Mandoline, Pearl Harbor, Operation Walküre – Das Stauffenberg-Attentat, Gefährten und 1917.
Crossman arbeitete auch als Kostüm-Supervisor an drei Filmen der Harry-Potter-Filmreihe sowie mehreren Filmen aus dem Star-Wars-Universum. Gemeinsam mit Glyn Dillon entwarf Crossman 2022 das neue Bat-Kostüm für die von Robert Pattinson gespielte Titelfigur in Matt Reeves′ Comicfilm The Batman. Diese Arbeit brachte beiden bei der Saturn-Award-Verleihung 2022 die Auszeichnung für das Beste Kostümdesign ein.
Wiederholt arbeitete Crossman mit Janty Yates an Filmen des Regisseurs Ridley Scott. 2023 arbeiteten beide an Scotts Historiendrama Napoleon. Diese Arbeit brachte ihm und Yates eine Nominierung für den Oscar für das Beste Kostümdesign ein.

## Filmografie (Auswahl)
Abteilung Kostüme
- 1997: Der Schakal (The Jackal)
- 1997: Diana & ich (Diana & Me)
- 1998: Der Soldat James Ryan (Saving Private Ryan)
- 1998: Little Voice
- 1999: Topsy-Turvy – Auf den Kopf gestellt (Topsy-Turvy)
- 1999: James Bond 007 – Die Welt ist nicht genug (The World Is Not Enough)
- 2000: In stürmischen Zeiten (The Man Who Cried)
- 2001: Duell – Enemy at the Gates (Enemy at the Gates)
- 2001: Corellis Mandoline (Captain Corelli’s Mandolin)
- 2001: Pearl Harbor
- 2001: Lara Croft: Tomb Raider
- 2001: Die Liebe der Charlotte Gray (Charlotte Gray)
- 2002: Harry Potter und die Kammer des Schreckens (Harry Potter and the Chamber of Secrets)
- 2004: Harry Potter und der Gefangene von Askaban (Harry Potter and the Prisoner of Azkaban)
- 2005: Königreich der Himmel (Kingdom of Heaven)
- 2005: Harry Potter und der Feuerkelch (Harry Potter and the Goblet of Fire)
- 2006: The Da Vinci Code – Sakrileg (The Da Vinci Code)
- 2007: La vie en rose (La Môme)
- 2007: Abbitte (Atonement)
- 2007: American Gangster
- 2008: Happy-Go-Lucky
- 2008: Operation Walküre – Das Stauffenberg-Attentat (Valkyrie)
- 2009: Radio Rock Revolution (The Boat That Rocked)
- 2010: Robin Hood
- 2011: Gefährten (War Horse)
- 2012: John Carter – Zwischen zwei Welten (John Carter)
- 2012: Lincoln
- 2013: Jack and the Giants (Jack the Giant Slayer)
- 2014: Mr. Turner – Meister des Lichts (Mr. Turner)
- 2014: Maleficent – Die dunkle Fee (Maleficent)
- 2015: Star Wars: Das Erwachen der Macht (Star Wars: The Force Awakens)
- 2019: 1917
- 2019: Star Wars: Der Aufstieg Skywalkers (Star Wars: The Rise of Skywalker)
- 2022: The Batman
- 2023: Indiana Jones und das Rad des Schicksals (Indiana Jones and the Dial of Destiny)
- 2024: Blitz

Kostümbildner
- 1999: Der Schützengraben (The Trench)
- 2008: Walter’s War (Fernsehfilm)
- 2016: Rogue One: A Star Wars Story
- 2018: Solo: A Star Wars Story
- 2019: 1917
- 2022: The Batman
- 2023: Napoleon
- 2024: Gladiator II

## Auszeichnungen und Nominierungen
- 2017: Nominierung für den Saturn Award für das Beste Kostümdesign für Rogue One: A Star Wars Story; gemeinsam mit Glyn Dillon
- 2017: Costume Designers Guild Awards: Nominierung für den CDG Award für Excellence in Fantasy Film für Rogue One: A Star Wars Story; gemeinsam mit Glyn Dillon
- 2022: Saturn Award für das Beste Kostümdesign für The Batman; gemeinsam mit Jacqueline Durran und Glyn Dillon
- 2024: Nominierung für den British Academy Film Award für die Besten Kostüme für Napoleon; gemeinsam mit Janty Yates
- 2024: Nominierung für den Oscar für das Beste Kostümdesign für Napoleon; gemeinsam mit Janty Yates
- 2024: Costume Designers Guild Awards: Nominierung für den CDG Award für Excellence in Period Film für Napoleon; gemeinsam mit Janty Yates
- 2025: Nominierung für den Oscar für das Beste Kostümdesign für Gladiator II; gemeinsam mit Janty Yates